# Sandy Gall
Henderson Alexander Gall (1 de octubre de 1927-Kent, 29 de junio de 2025) fue un periodista y autor británico. También fue un presentador de noticias de la ITN cuya carrera como periodista abarca más de cincuenta años.

## Vida y carrera
Gall nació en Penang, Colonias del Estrecho (actualmente Malasia), donde su padre era plantador de caucho. Gall se educó en Escocia en Trinity College (Glenalmond College) , una escuela independiente para varones en Glenalmond en Perth y Kinross, donde ingresó.
Gall se retiró de ITN en 1992, pero continuó trabajando y escribiendo en televisión. Se convirtió en experto en asuntos mundiales en la radio LBC en 2003. Su hija, Carlotta Gall, también es periodista.

## Premios
Gall recibió el Sitara-e-Pakistan en 1985 y la Medalla en Memoria de Lawrence de Arabia en 1986. Fue nombrado Comandante de la Orden del Imperio Británico (CBE) en 1987. Fue nombrado Compañero de la Orden de San Miguel y San Jorge (CMG) en los Honores de Año Nuevo de 2011 por sus servicios al pueblo de Afganistán.

## Cine documental
- George Adamson: El señor de los leones – Producida por Nick Gray y Sandy Gall. En 1989, Sandy Gall visitó al conservacionista George Adamson, famoso por Born Free, en Kenia, África Oriental, para hablar sobre su pasado, su motivación y su vida entre sus amigos leones.

## Artículos
- Sandy Gall (1 de octubre de 2006). «Sandy Gall: Unlike Iraq, the Afghan war is winnable» [A diferencia de Irak, la guerra de Afganistán se puede ganar]. The Independent (en inglés). Consultado el 21 de julio de 2024.
- Sandy Gall (17 de agosto de 2003). «Sangre y miedo en la cárcel de Idi».
- Sandy Gall (15 de octubre de 2001). «Cuando David enfrentó a Goliat».